# Buddbo
Buddbo är en by i Östervåla socken, Heby kommun.
Buddbo omtalas i dokument första gången 1548 ("Buddabo") och räknas då som en skatteutjord. 1556 anges Buddbo som tre skatteutjordar, en om 12 penningland till Ginka, en annan om 6 penningland till Ginka och en annan om 6 penningland till Horsskog. Från början av 1600-talet räknas Buddbo som en gård om 1/4 mantal skatte. Förleden i namnet är det fornsvenska mansnamnet Budde.
Bland bebyggelser på ägorna märks den i slutet av 1800-talet anlagda och nu försvunna gården Nybo.